# Coupe d'Italie de cyclisme sur route 2016
Navigation
Coupe d'Italie 2015 Coupe d'Italie 2017
La Coupe d'Italie de cyclisme sur route 2016 est la 10e édition de la Coupe d'Italie de cyclisme sur route, organisée par la Lega del Ciclismo Professionistico. Elle débute le 7 février avec le Grand Prix de la côte étrusque et se termine le 29 septembre avec le Tour du Piémont. Pour cette édition, vingt épreuves sont retenues.
Le calendrier se compose de toutes les épreuves italiennes classées en « .HC » (Hors Catégorie) et en classe « .1 » dans l'UCI Europe Tour 2016. Outre le classement par équipes, cette année, il y a un classement individuel et un classement réservé aux jeunes de moins de 25 ans. L'équipe vainqueur du classement par équipes gagne le droit de participer au Tour d'Italie 2017.

## Équipe
Les équipes qui participent sont au nombre de cinq :
- Androni Giocattoli-Sidermec
- Bardiani-CSF
- Lampre-Merida
- Nippo-Vini Fantini
- Wilier Triestina-Southeast (Southeast-Venezuela jusqu'au 30 avril)

## Résultats
| #  | Date            | Course                                                 | Cat. | Vainqueur          | Équipe                      | Leader du classement individuel | Leader du classement par équipes |
| -- | --------------- | ------------------------------------------------------ | ---- | ------------------ | --------------------------- | ------------------------------- | -------------------------------- |
| 1  | 7 février       | GP de la côte étrusque (2016)                          | 1.1  | Grega Bole         | Nippo-Vini Fantini          | Grega Bole                      | Nippo-Vini Fantini               |
| 2  | 14 février      | Trofeo Laigueglia (2016)                               | 1.HC | Andrea Fedi        | Southeast-Venezuela         | Grega Bole                      | Southeast-Venezuela              |
| 3  | 5 mars          | Strade Bianche (2016)                                  | 1.HC | Fabian Cancellara  | Trek-Segafredo              | Grega Bole                      | Southeast-Venezuela              |
| 4  | 6 mars          | GP de l'industrie et de l'artisanat de Larciano (2016) | 1.1  | Simon Clarke       | Cannondale                  | Andrea Fedi                     | Southeast-Venezuela              |
| 5  | 24-27 mars      | Semaine internationale Coppi et Bartali (2016)         | 2.1  | Sergey Firsanov    | Gazprom-RusVelo             | Andrea Fedi                     | Southeast-Venezuela              |
| 6  | 17 avril        | Tour des Apennins (2016)                               | 1.1  | Sergey Firsanov    | Gazprom-RusVelo             | Andrea Fedi                     | Southeast-Venezuela              |
| 7  | 19-22 avril     | Tour du Trentin (2016)                                 | 2.HC | Mikel Landa        | Sky                         | Andrea Fedi                     | Southeast-Venezuela              |
| 8  | 22 juin         | Championnat d'Italie du contre-la-montre               | -    | Manuel Quinziato   | BMC Racing                  | Andrea Fedi                     | Wilier Triestina-Southeast       |
| 9  | 26 juin         | Championnat d'Italie sur route                         | -    | Giacomo Nizzolo    | Trek-Segafredo              | Francesco Gavazzi               | Wilier Triestina-Southeast       |
| 10 | 17 juillet      | Trophée Matteotti (2016)                               | 1.1  | Vincenzo Albanese  | Italie                      | Francesco Gavazzi               | Wilier Triestina-Southeast       |
| 11 | 14 septembre    | Coppa Bernocchi (2016)                                 | 1.1  | Giacomo Nizzolo    | Italie                      | Francesco Gavazzi               | Wilier Triestina-Southeast       |
| 12 | 15 septembre    | Coppa Agostoni (2016)                                  | 1.1  | Sonny Colbrelli    | Bardiani CSF                | Francesco Gavazzi               | Wilier Triestina-Southeast       |
| 13 | 17 septembre    | Mémorial Marco Pantani (2016)                          | 1.1  | Francesco Gavazzi  | Androni Giocattoli-Sidermec | Francesco Gavazzi               | Wilier Triestina-Southeast       |
| 14 | 20-21 septembre | Tour de Toscane (2016)                                 | 2.1  | Daniele Bennati    | Italie                      | Francesco Gavazzi               | Wilier Triestina-Southeast       |
| 15 | 22 septembre    | Coppa Sabatini (2016)                                  | 1.1  | Sonny Colbrelli    | Bardiani-CSF                | Francesco Gavazzi               | Wilier Triestina-Southeast       |
| 16 | 24 septembre    | Tour d'Émilie (2016)                                   | 1.HC | Esteban Chaves     | Orica-BikeExchange          | Francesco Gavazzi               | Wilier Triestina-Southeast       |
| 17 | 25 septembre    | Grand Prix Bruno Beghelli (2016)                       | 1.HC | Nicola Ruffoni     | Bardiani-CSF                | Francesco Gavazzi               | Bardiani-CSF                     |
| 18 | 27 septembre    | Trois vallées varésines (2016)                         | 1.HC | Sonny Colbrelli    | Bardiani-CSF                | Francesco Gavazzi               | Bardiani-CSF                     |
| 19 | 28 septembre    | Milan-Turin (2016)                                     | 1.HC | Miguel Ángel López | Astana                      | Francesco Gavazzi               | Bardiani-CSF                     |
| 20 | 29 septembre    | Tour du Piémont (2016)                                 | 1.HC | Giacomo Nizzolo    | Trek-Segafredo              | Sonny Colbrelli                 | Bardiani-CSF                     |

## Classements
| Pos. | Coureur           | Équipe                      | Points |
| ---- | ----------------- | --------------------------- | ------ |
| 1    | Sonny Colbrelli   | Bardiani-CSF                | 326    |
| 2    | Francesco Gavazzi | Androni Giocattoli-Sidermec | 267    |
| 3    | Diego Ulissi      | Lampre-Merida               | 214    |
| 4    | Matteo Busato     | Wilier Triestina-Southeast  | 157    |
| 5    | Giovanni Visconti | Movistar                    | 152    |
| 6    | Andrea Fedi       | Wilier Triestina-Southeast  | 138    |
| 7    | Fabio Aru         | Astana                      | 131    |
| 8    | Filippo Pozzato   | Wilier Triestina-Southeast  | 125    |
| 9    | Daniele Bennati   | Tinkoff                     | 124    |
| 10   | Mauro Finetto     | Unieuro-Wilier              | 120    |

| Pos. | Coureur           | Équipe                      | Points |
| ---- | ----------------- | --------------------------- | ------ |
| 1    | Gianni Moscon     | Sky                         | 65     |
| 2    | Vincenzo Albanese | Italie                      | 40     |
| 3    | Simone Consonni   | Italie                      | 37     |
| 4    | Paolo Simion      | Bardiani-CSF                | 31     |
| 5    | Simone Petilli    | Lampre-Merida               | 27     |
| 6    | Andrea Vendrame   | Italie                      | 24     |
| 7    | Daniel Martínez   | Unieuro-Wilier              | 21     |
| 8    | Egan Bernal       | Androni Giocattoli-Sidermec | 21     |
| 9    | Yonder Godoy      | Unieuro-Wilier              | 18     |
| 10   | Marco Tecchio     | Unieuro-Wilier              | 16     |

### Classement par équipes
| Pos. | Équipe                      | Points |
| ---- | --------------------------- | ------ |
| 1    | Bardiani-CSF                | 765    |
| 2    | Wilier Triestina-Southeast  | 612    |
| 3    | Androni Giocattoli-Sidermec | 604    |
| 4    | Nippo-Vini Fantini          | 260    |
| 5    | Lampre-Merida               | 196    |